# Ponte de Zarafexã

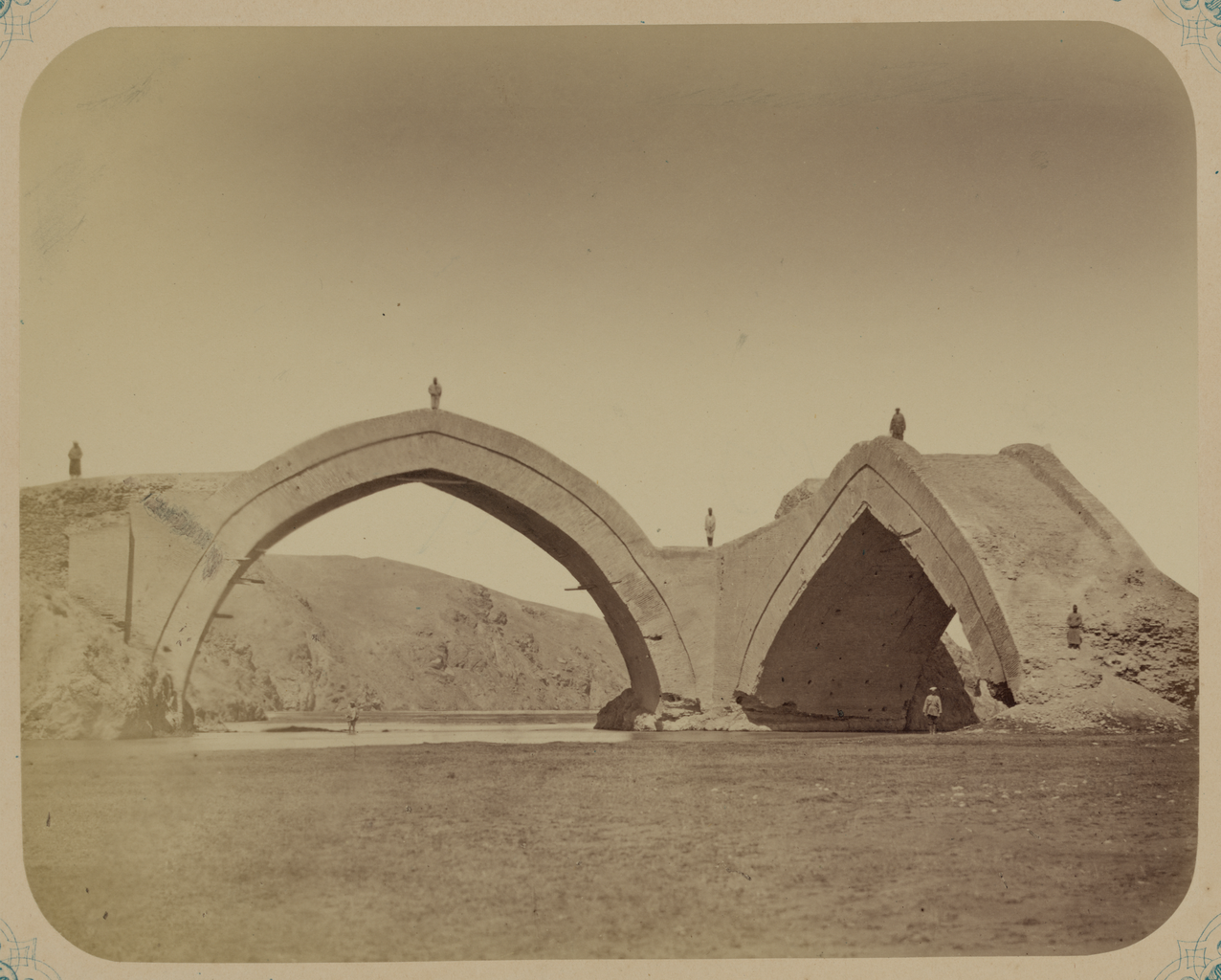
Fotografia de um aqueduto no rio Zarafexã, nos arredores de Samarcanda, Uzbequistão, vista do norte, faz parte da seção arqueológica do álbum do Turquestão

Ponte Zarafshan (Uzbeque: Zarafshon suvayirgʻich koʻprigi) é um monumento arquitetónico localizado a 7–8 km a nordeste de Samarcanda na margem esquerda do rio Zarafexã (região de Samarcanda, Uzbequistão).
A ponte foi construída em 1502 por ordem de Muhammad Shaybani. Serviu de ponto de viragem no rio Zarafexã, dando origem a dois braços — Akdarya e Karadarya.

## História
A Ponte Aquática de Zarafshan situa-se a 7 a 8 km a nordeste de Samarcanda, na margem esquerda do rio Zarafexã. Atualmente, está situada um pouco abaixo da ponte ferroviária, sob a forma de um enorme arco de tijolos, que é um dos vãos desta ponte. Nas fontes históricas, a ponte é mencionada sob vários nomes, como "Arco de Timur", "Puli Shadman Malik" e "Ponte de Abdullah Khan".
Em meados do século XV, a ponte sobre o Rio Zarafshan foi destruída por uma cheia. A história da construção deste monumento é detalhada na obra "Sheybani-name" de Kamal ad-Din Binai, um historiador e poeta que viveu na segunda metade do século XV até ao início do século XVI. De acordo com o relato, o maomé Xaibani de Bucara, enquanto lutava para atravessar o rio mais uma vez, ordenou a construção de uma nova ponte. Foi construída uma barragem especialmente para bloquear o Rio Zarafshan para este fim. A ponte tinha 200 metros de comprimento e era composta por sete arcos. Também não se sabe quando e em que circunstâncias a ponte começou a deteriorar-se. A ponte é uma estrutura complexa. Os artesãos de Samarcanda prepararam-lhe uma argamassa especial, semelhante ao cimento moderno. O gesso, a cal e as cinzas vegetais foram utilizados em diferentes locais, dependendo do grau de contacto com a água, para fazer a argamassa.

## Pesquisa
O engenheiro Bogoslovsky, enviado no âmbito da missão diplomática do Rússia Imperial a Bukhara em 1841, escreveu no seu diário que viu esta ponte já em ruínas, restando apenas três arcos. Muito provavelmente, dois arcos foram destruídos durante os sismos de 1886 e 1898.
Em 1962, como resultado de escavações arqueológicas conduzidas por Abdulakhad Muhammadjanov, foram descobertos e estudados os vestígios do segundo e terceiro arcos da ponte que ruíram. Determinou-se ainda que a construção era feita de tijolos retangulares com uma largura de 26 ou 27 cm e uma espessura de 5 cm. A largura do arco remanescente é de 21 metros e 60 centímetros. A estrutura é constituída por duas camadas, com uma espessura da parte inferior de 165 cm e da parte superior de 125 cm. Para reforçar o suporte e evitar o seu colapso, foi instalado um suporte adicional no lado direito do arco.
Grades de tijolos cozidos, com um metro de altura e largura, foram construídas em ambos os lados da ponte. Este tipo de construção indica que os engenheiros do século XVI, que projetaram a estrutura, tiveram em conta as medidas de segurança para quem atravessava o rio.

## Importância
A Ponte Zarafshan desempenhou um papel crucial para Samarcanda. As rotas das caravanas da cidade passavam pela ponte a caminho do oásis de Tashkent, áreas ao longo do Rio Syr Darya, o Vale Fergana e Bukhara. Além disso, esta estrutura servia de divisor de águas para o Rio Zarafshan, dando origem aos braços Akdarya e Karadarya. Outro aspecto significativo desta construção é o seu papel na regulação do fluxo de água no Rio Zarafshan. A ponte também contribuiu para a irrigação uniforme dos terrenos próximos de Samarcanda. O único arco remanescente da ponte é de grande importância para o estudo da história das estruturas hidráulicas no Uzbequistão.